# Čifluk Razgojnski
Čifluk Razgojnski (en serbe cyrillique : Чифлук Разгојнски) est un village de Serbie situé au nord de la Ville de Leskovac, district de Jablanica. Au recensement de 2011, il comptait 313 habitants.

## Démographie
| 1948 | 1953 | 1961 | 1971 | 1981 | 1991 | 2002 | 2011 |
| ---- | ---- | ---- | ---- | ---- | ---- | ---- | ---- |
| 466  | 469  | 443  | 425  | 413  | 372  | 335  | 313  |

|  |